# 海上牧雲記 〜3つの予言と王朝の謎
『海上牧雲記 〜3つの予言と王朝の謎』（かいじょうぼくうんき みっつのよげんとおうちょうのなぞ、中国語: 九州·海上牧云记）は、2017年の中国のテレビドラマ。

## 概要
架空の世界“九州”を舞台としたファンタジー時代劇。原作はチン・ホーツァイ（今何在）の小説『九州・海上牧雲記』。監督はツァオ・ドゥン（曹盾）。2017年11月21日から2018年1月4日までiQIYI、テンセント、Youkuで放送された。
日本では2019年にDVD化された。また2020年4月からBS12で放送された。

## あらすじ
天下の9つの州を牧雲一族が治める端朝は300年の間、強大な軍事力を持つ穆如家に守られてきた。だが皇帝・牧雲勤のもとに不吉な予言がもたらされる。それは人間ではない魅族（思念が集まった生命体で秘術を使う）の母から生まれた第6皇子・牧雲笙が皇帝となれば乱世を招き、牧雲一族に忠誠を誓う大将軍・穆如槊の三男・穆如寒江が皇位を奪い、瀚州の碩風和葉が天下の王になるとの内容だった。予言により、幼い牧雲笙は宮廷の外に幽閉され、生後間もない寒江は父に捨てられ孤児として育つ。一方、掟を破ったことで穆如家の軍隊・穆如鉄騎に両親や仲間を殺された碩風和葉は復讐を誓って成長。やがて3人の孤独な若者が出会ったとき、運命は大きく動き出す……。

## 出演
- 牧雲笙：ホアン・シュエン（黄軒）

「天下に災いをもたらす」と予言を受けた端朝の第6皇子。魅族の銀容を母を持つ。予言を恐れた父・牧雲勤から宮廷の外に出され、孤独なうちに成長した。穆如寒江との間に友情を育む。
- 穆如寒江：ショーン・ドウ（竇驍）

「将来帝王になる」と予言を受け、牧雲家に忠実な大将軍の父・穆如槊に生後すぐ捨てられる。孤児として育ち、師匠の死後に自分の素性を知るが、家とは距離を置こうとする。
- 碩風和葉：ジョウ・イーウェイ（周一囲）

瀚州の八大部族の1つである碩風部族の族長・碩風達の息子。少年時代に両親と一族を穆如鉄騎に殺され、復讐を胸に成長。奴隷となるが不屈の精神で戦う。天下の王「鉄沁」になる志を持つ。
- 蘇語凝：シュー・ルー（徐璐）

未来の皇后と予言された地方官吏の娘。権力に興味はなく、自分を助けた穆如寒江を一途に思う。
- 盼兮：ジャニス・マン（文詠珊）

牧雲笙が持つ霊珠の中に現れた魅族の女性。荒神の命令で笙に秘術を授けるために現れた。彼に名前をもらって愛するようになる。
- 牧雲厳霜：チャン・ジャーニン（張佳寧）

牧雲一族の越州・靖王の娘。牧雲寒の部下で、彼と思いを寄せ合っていたが、敵の碩風和葉に惹かれ恋に落ちる。
- 牧雲欒：ワン・チエンユエン（王千源）

皇帝・牧雲勤の兄。皇子時代の失態で皇帝になれず、ひそかに謀反を画策。智謀を巡らせ、朝廷転覆を目指す野心家。
- 南枯明儀：ジアン・チンチン（蔣勤勤）

端朝の皇后。皇帝・牧雲勤から愛される銀容に嫉妬心を燃やし、命を奪おうとする。
- 南枯月漓：レジーナ・ワン（万茜）

南枯明儀の姪。執念深く皇后の地位を渇望し、蘇語凝を敵視する。皇后になるためには手段を選ばない。
- 牧雲勤：ルー・ファンション（芦芳生）

端朝の皇帝。臣下に迫られ溺愛する銀容を殺そうとする。彼女を守れなかったことを後悔し、息子の牧雲笙を案じる。
- 銀容：チャン・チュンニン（張鈞甯）

皇帝・牧雲勤の后で魅族。警戒と嫉妬の対象となり宮廷を追われ、悲劇の最期を迎える。
- 牧雲徳：ジャン・シャオチェン（張暁晨）

牧雲欒の次男。父と確執があるが表向きは従っている。謀略と商才に長け、女の懐柔も抜かりない。
- 牧雲寒：リー・ズーフォン（李子峰）

端朝の第1皇子。牧雲銀甲軍を指揮する有能な武人。牧雲厳霜を思い見守っている。
- 牧雲陸：オスカー・スン（孫堅）

端朝の第2皇子。蘇語凝に思いを寄せ、権力欲のない風流人から変貌し皇位に欲を出す。
- 牧雲合戈：ポン・グァンイン（彭冠英）

端朝の第3皇子で皇后・南枯明儀の実子。母にそそのかされ謀反に加担し皇帝の座を夢見る。
- 南枯祺：矢野浩二

皇后・南枯明儀の兄。甥の牧雲合戈を担いで謀反を企む。
- 蘭鈺児：ホー・ドゥジュエン（何杜娟）

牧雲笙に仕える侍女。密かに牧雲笙に思いを寄せる。
- 苓鶴清：ソン・ユンハオ（宋允皓）

皇極経天派の占星術師。端朝の終末を予見する。
- 墨禹辰：チャオ・ウェイ（趙魏）

辰月教・寂部。牧雲徳の師匠。秘術を極めるために牧雲笙を挑発する。
- 穆如槊：ツァオ・ウェイウー（曹衛宇）

無敵の穆如鉄騎を率い、皇帝・牧雲家に忠誠を尽くして、自分の家族さえも犠牲にする。
- 穆如寒山：チー・ガオウェイ（曲高位）

穆如家の長男。勇敢な武人だが勝利を優先させて父の怒りを買う。
- 穆如寒川：チャン・チュンミン（張峻鳴）

穆如家の次男。兄を尊敬し、突然現れた弟の寒江を快く思わない。
- 姫昀璁：カン・チンズー（闞清子）

端朝の前の王朝・晟朝の公主。現在は地下に潜伏し地下宮殿で孤独に生きながら王朝奪還を画策する。
- 金珠海：レイザ（熱依扎）

奴隷の碩風和葉を救い妻となるが、赫蘭鉄轅の罠にかかる。
- 赫蘭鉄朶：ワン・スース―（王思思）

勇敢な女戦士。幼いころから碩風和葉に片思いをしている。
- 赫蘭鉄轅：ツァイ・ルー（蔡鷺）

赫蘭鉄朶の兄。赫蘭族の長で、碩風和葉の兄弟分。天下への野望を抱く。
- 虞心忌：フォン・ジャーイー（馮嘉怡）
- 孤松拓：ユー・ハオミン（兪灝明）
- 碩風達：ジャン・イー（蔣毅）
- 龍格丹珠：リー・ネン（李念）
- 碩風蘇赫：チェン・ビンチャン（陳炳強）
- 速沁紫炎：ガオ・イエ（高葉）
- 和術紅玲：リー・シンアイ（李心艾）
- 牧雲嫣：王一楠
- 蘇真：張琰琰
- 穆如屏：張瑶
- 木原：孫正霖
- 龍錦煥：杜玉明
- 赫蘭刀：游大慶
- 和術卓卓：孫亮
- 龍格鲲：紀煥博
- 穆如金吉：王建新
- 阿格布：韓朴俊
- 雪狼王：霍政諺
- ファラケス：賈海涛
- 湄音：侯伊荻
- 路然軽：杜淳
- 風婷暢：王玉雯

## 放送リスト
| 第1話 | 草原を継ぐ少年 | 2019年10月10日（木）放送 | 2020年4月15日（水）再放送 |
| --- | -------------- | ------------------------ | ------------------------- |
| 九つの州が天下を成す世界。その３分された大陸の北方にある瀚州の草原に、謎の男が逃げてきた。草原に生きる碩風部族の族長の息子・碩風和葉は、外の世界を知りたいという好奇心から、男を連れ帰る。 男は「黒い森」へ行かなければ天下が滅ぶと言いつのり、皇室に生まれた第６皇子・牧雲笙の秘密を語りだす。族長である父はなぜか激昂して男を追い出そうとするが、そこへ男を追って帝都最強の騎兵部隊・穆如鉄騎が現れ……       |                |                          |                           |
| 第0話 |                | 0年0月0日放送            | 0年0月0日再放送           |
| |                |                          |                           |
| 第75話 | 流浪者たち     | 0年0月0日放送            | 2020年0月0日再放送        |
| 瀚州人のほとんどが殺され、捕虜となった速沁紫炎。その前に“あの人”を名乗る謎の人物が現れ、すべてを差し出すなら永遠の命と力を与えると語りかける。一方、皇帝となった牧雲笙は、内なる魔を封じるべく、自ら天牢にこもっていた。 だが訪れた龍錦煥から、盼兮が復活する場所へ案内するという約束を果たすと告げられ、龍袍を脱ぎ捨て旅立ちを決意。その頃、流刑となった穆如一族もまた、氷雪の殤州への過酷な旅を続けていた。 |                |                          |                           |

## 関連作品
いずれも本作と同じ架空世界“九州”の別の時代を舞台としたファンタジー時代劇。
映画
- レジェンド・オブ・パール ナーガの真珠（2017年）

テレビドラマ
- 九州天空城〜星流花の姫と2人の王〜（2016年）
  - 鳳星の姫〜天空の女神と宿命の愛〜（2020年）
- 九州縹緲録〜宿命を継ぐ者〜（2019年）
- 斛珠夫人〜真珠の涙〜（2021年）
- 星河長明 運命の妃と不滅の帝（2022年）